# Phillip Bent
Phillip Bent (Londen, 16 september 1964) is een Britse jazzmuzikant (fluit, toetsen, piccolo) van de acid jazz met invloeden van reggae, funk, soul en hiphop. Hij behoorde tot de groep van jonge zwarte muzikanten uit de omgeving van de Jazz Warriors, die in de jaren 1980 van de vorige eeuw prominent aanwezig waren in het Britse jazzcircuit.

## Biografie
Bent studeerde van 1982 tot 1986 aan het Weekend Arts College (WAC) in Interchange in Noord-Londen en twee jaar aan de Guildhall School of Music and Drama. Op 18-jarige leeftijd werkte hij al als studiomuzikant, bijvoorbeeld voor Womack & Womack en Ronnie Jordan. Bent zat in de GRP All Star Big Band in de jaren 1980 en bij de Jazz Warriors van 1986 tot 1989. Hij formeerde ook zijn eigen kwintet in 1987, waarmee hij toerde en speelde op het Camden Jazz Festival. Hij werkte ook samen met twee andere Jazz Warriors (Steve Williams, Courtney Pine) en met Art Blakey in 1987.
Hij bracht het album The Pressure onder zijn eigen naam uit bij GRP Records in 1993 en The Magic of Your Spell bij Magic Sound in 2007.
Hij maakt gebruik van een elektronisch versterkte fluit in de elektronische bands waarmee hij speelt.

## Discografie

### Als leader
- 1993: The Pressure
- 2007: The Magic of Your Spell

### Als sideman
Met GRP All-Star Big Band
- 1992: GRP All-Star Big Band
- 1993: Dave Grusin Presents GRP All-Star Big Band Live!
- 1995: All Blues

Met anderen
- 1987: Jazz Warriors, Out of Many, One People
- 1992: Ronny Jordan, The Antidote
- 1992: Galliano,  A Joyful Noise Unto The Creator
- 1994: The Prodigy, Music For The Jilted Generation, 3 Kilos
- 2000: Des'ree, Endangered Species